# 산티아고 칼라트라바
산티아고 칼라트라바(스페인어: Santiago Calatrava Valls, 1951년 7월 28일 ~ )는 스페인의 건축가이다. 현재 취리히, 뉴욕, 파리, 발렌시아 등 세계 각지에서 활동 중이다.
발렌시아 출생으로, 발렌시아 폴리텍대학교에서 건축학 학위를 받고 졸업한 후 스위스의 명문 대학교인 취리히 연방 공과대학교 (ETH Zürich)에서 토목공학을 전공하였다. 이후 그는 스페이스-프레임 구조의 건축미를 발견하고, 이를 연구함으로써 건축의 세계로 입문하게 되었다.

## 약력
산티아고 칼라트라바는 초기에 많은 교각과 기차역, 공항 등 공공시설을 설계하였다. 교각과 미술관 등의 공공시설은 현재까지도 그의 주된 관심 대상이며, 형태와 스타일은 인체와 조개 등 생물의 탐구에서 영감을 받았다.
그의 바르셀로나 올림픽 경기장에 위치한 방송 타워와(1991) 토론토의 브룩필드 플레이스는(1992) 그의 건축가로서의 명성을 얻게되는 중요한 작품이었으며, 이 밀워키 미술관을 설계하면서 (2001) 국제적으로 유명한 건축가로 자리잡게되었다.
2005년, 그는 스웨덴 말뫼에 54층 규모의 노르딕 국가 최고층 빌딩을 설계하였는데 이는 그의 첫 고층 건물 설계였으며, 독특한 형태와 안정감으로 많은 사랑을 받는 빌딩으로 남아있다. 최근 그의 시카고 스파이어 타워는 이 도시에서 가장 높은 빌딩으로 계획되어 건설 중에 있고, 미래주의적 디자인을 한 뉴욕 국제무역센터 교통 허브가 건설 중에 있다.

## 건축세계
공공시설을 주로 설계하는 그는, 그의 조각을 포함한 대다수의 작품에 생물학적 조형미를 중심으로한 것이 많다. 삼각형 구조의 형태미를 직선, 곡선, 셸{껍질}으로 연결시켜 입체적이면서도 상징적인 건물을 주로 그린다. 그의 건물은 대중적이며 하얀색을 한 것이 많고, 이는 스페인과 이스라엘 등의 캔틸레버 형식 건축을 따르는 것이지만, 독창적이고 자기만의 건축 형태를 가지고있다. 순백색의 건물은 밤에 조명으로 더욱 장관을 이루며, 복잡하면서도 간결한 디자인은 구조역학과 건축의 중간에서 택한 안정적이고 실용적이면서도 상징적인 형태를 하고있다.

## 작품

### 초기

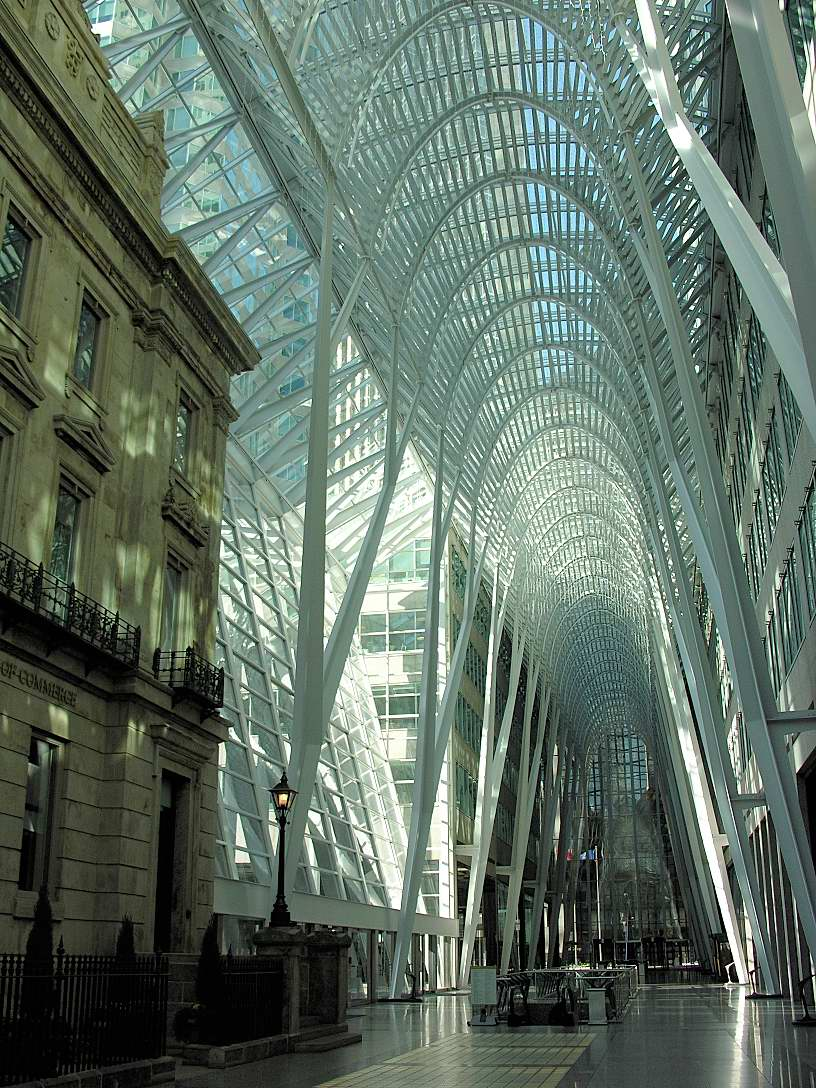
토론토의 브룩필드 플레이스. 아치로 이루어진 조형미가 돋보인다.
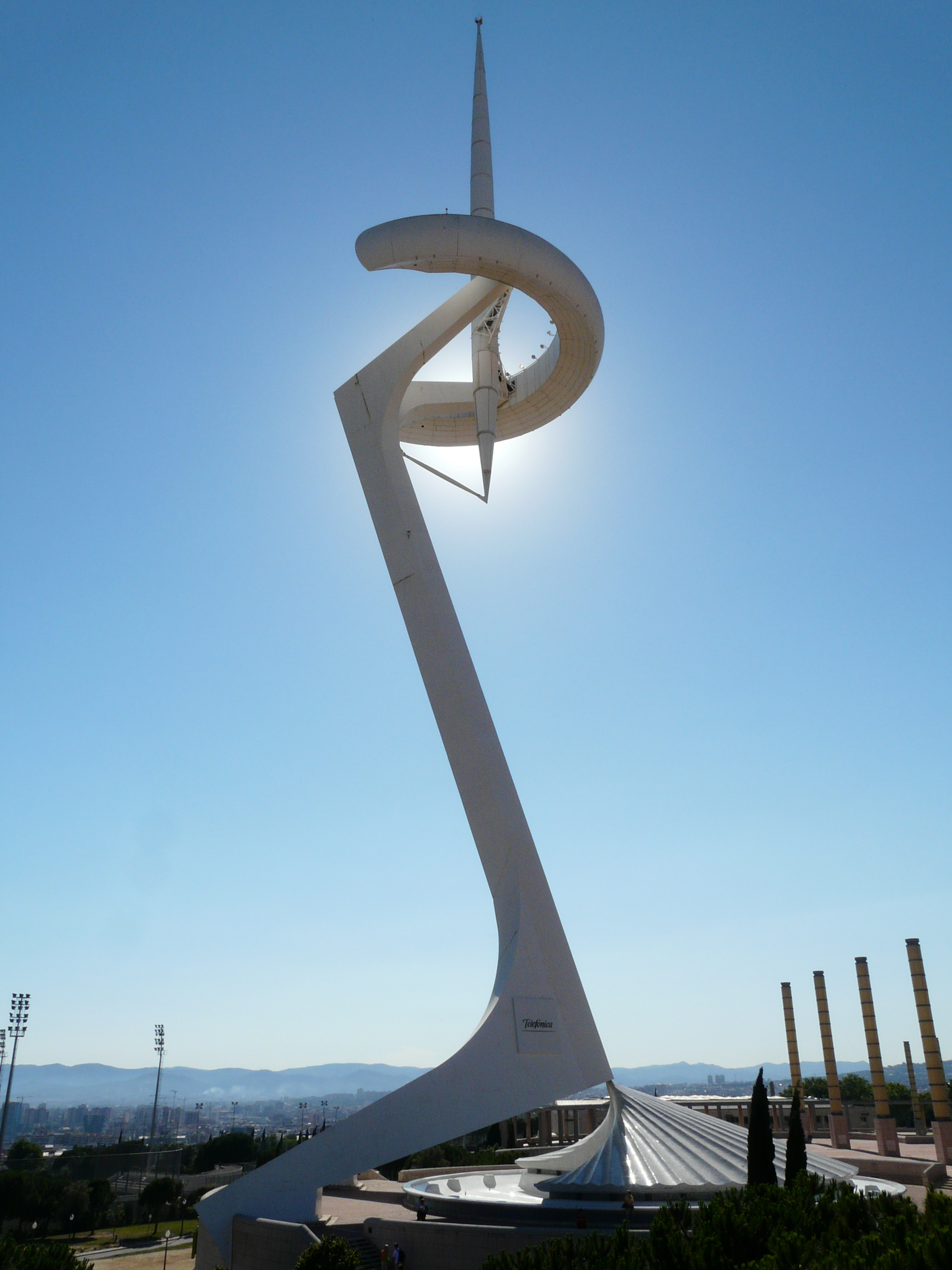
바르셀로나 방송타워
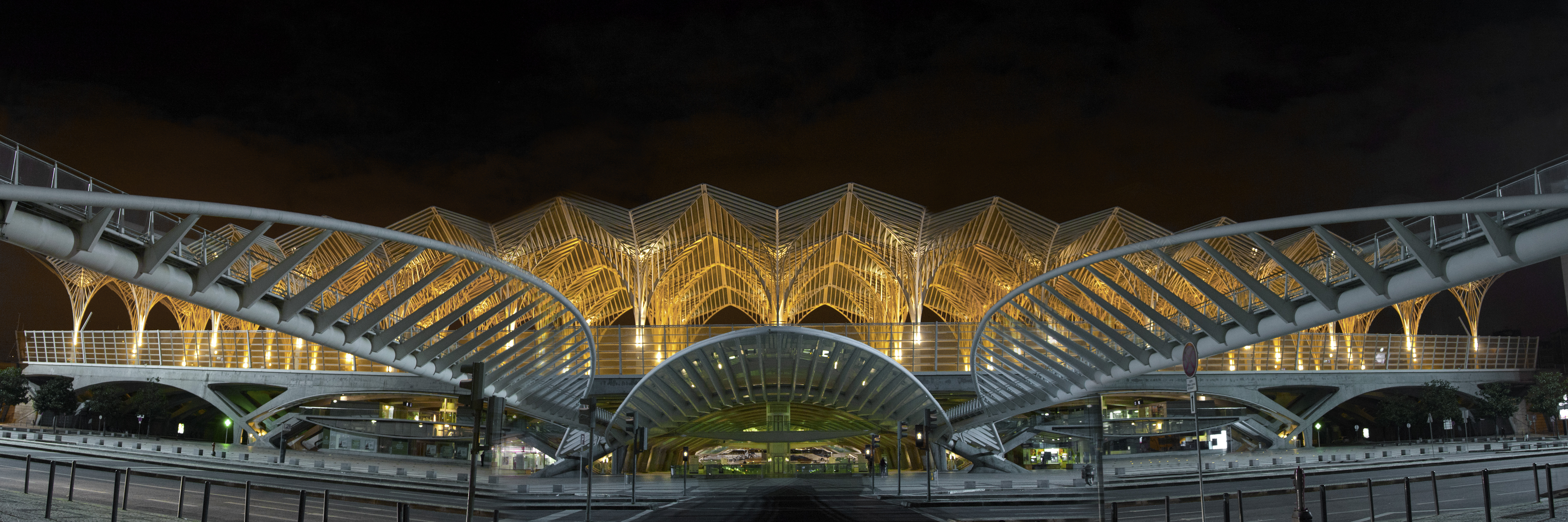
포르투갈 리스본의 오리엔트 역

### 교각

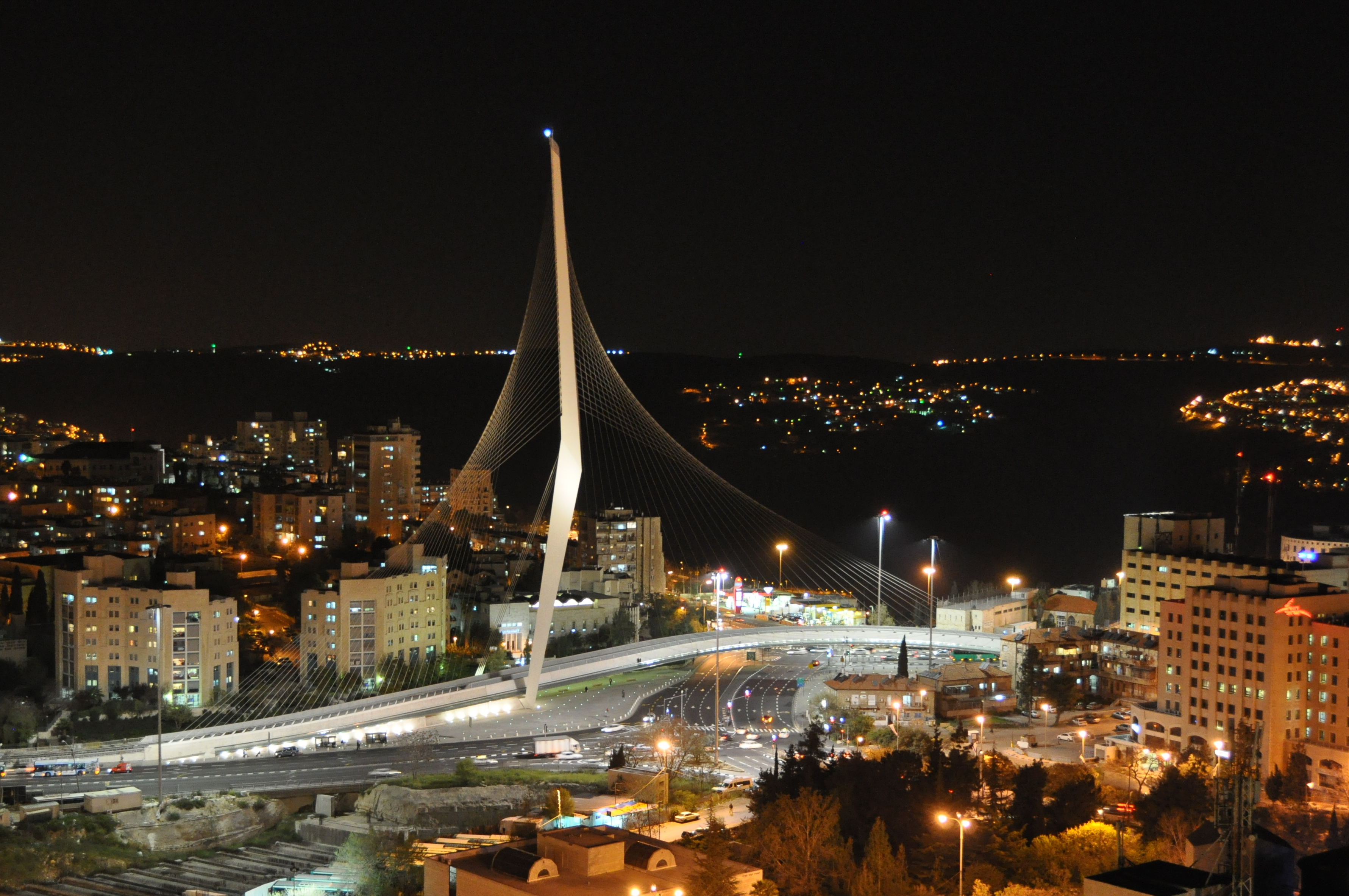
예루살렘 코드 브리지
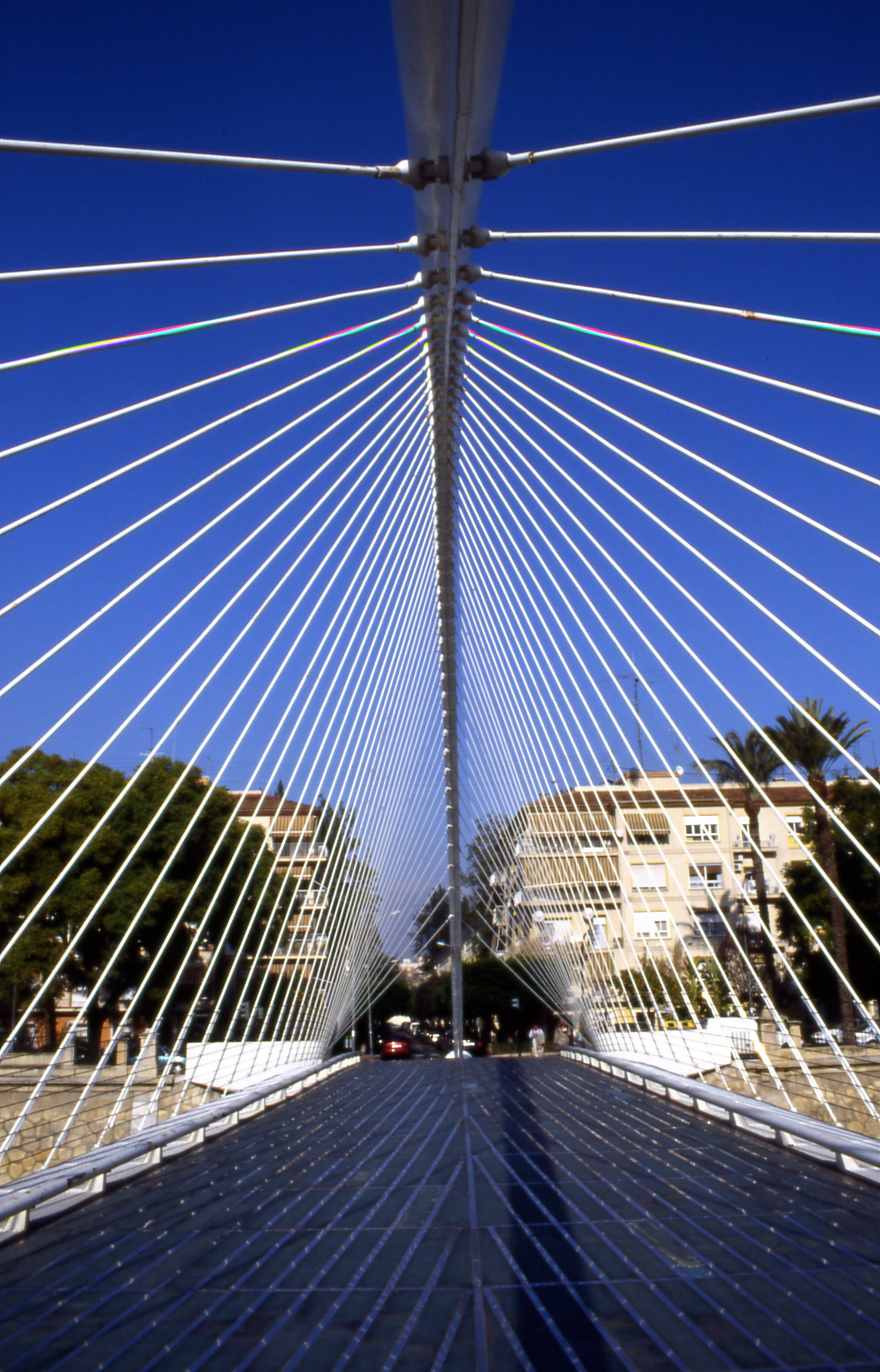
무르시아 브리지
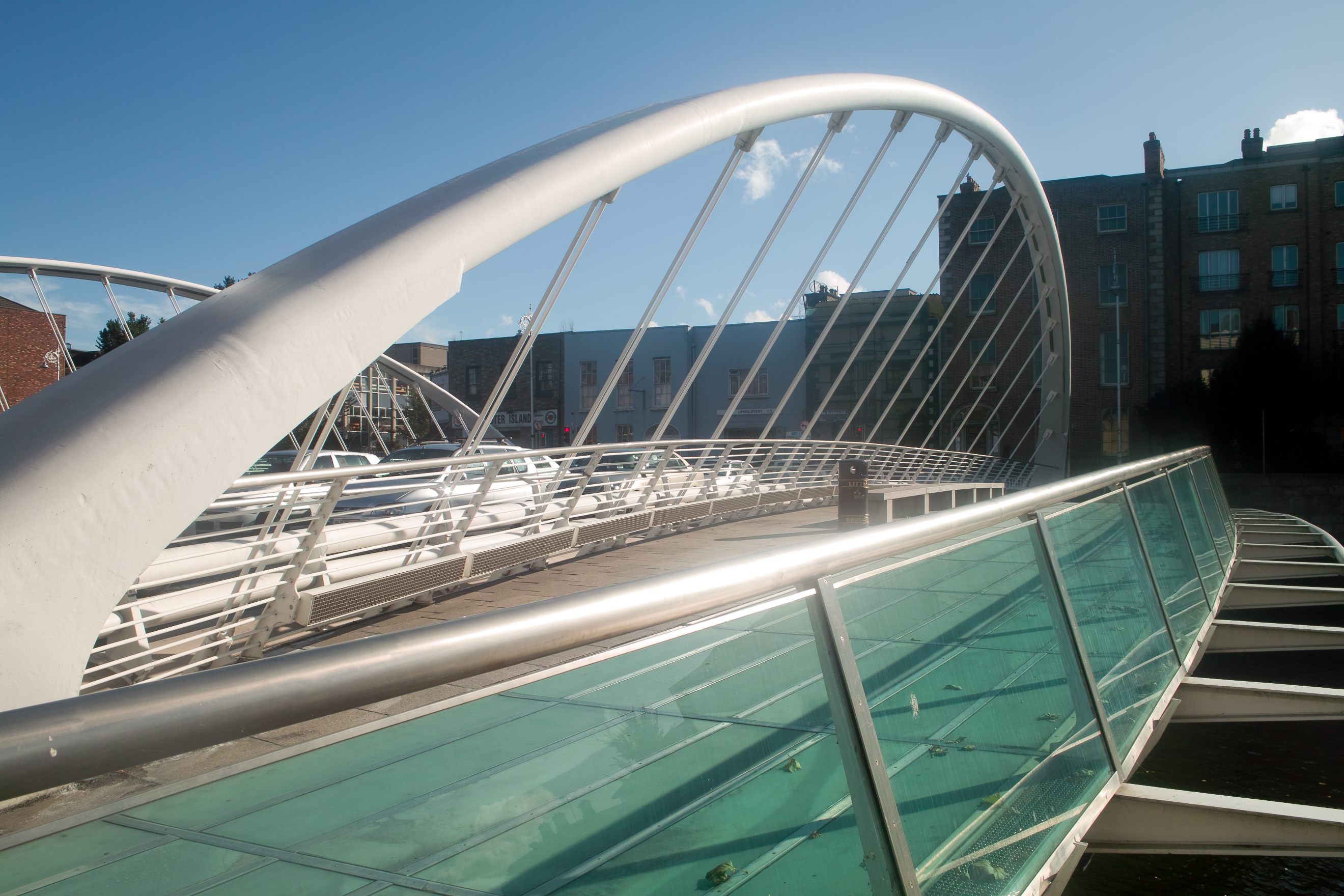
더블린의 제임스 조이스 브리지
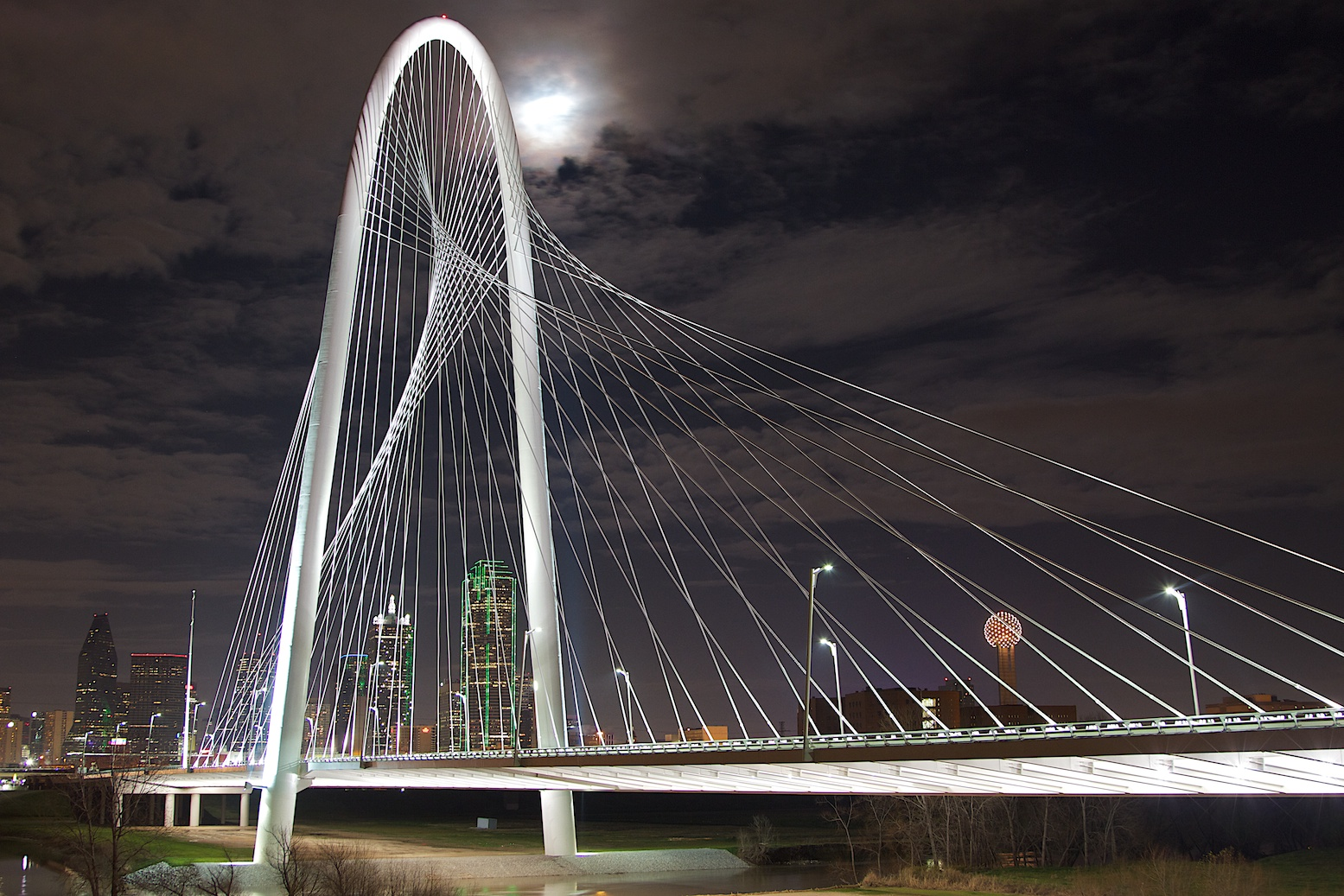
댈러스의 마가렛 헌트 힐 브리지
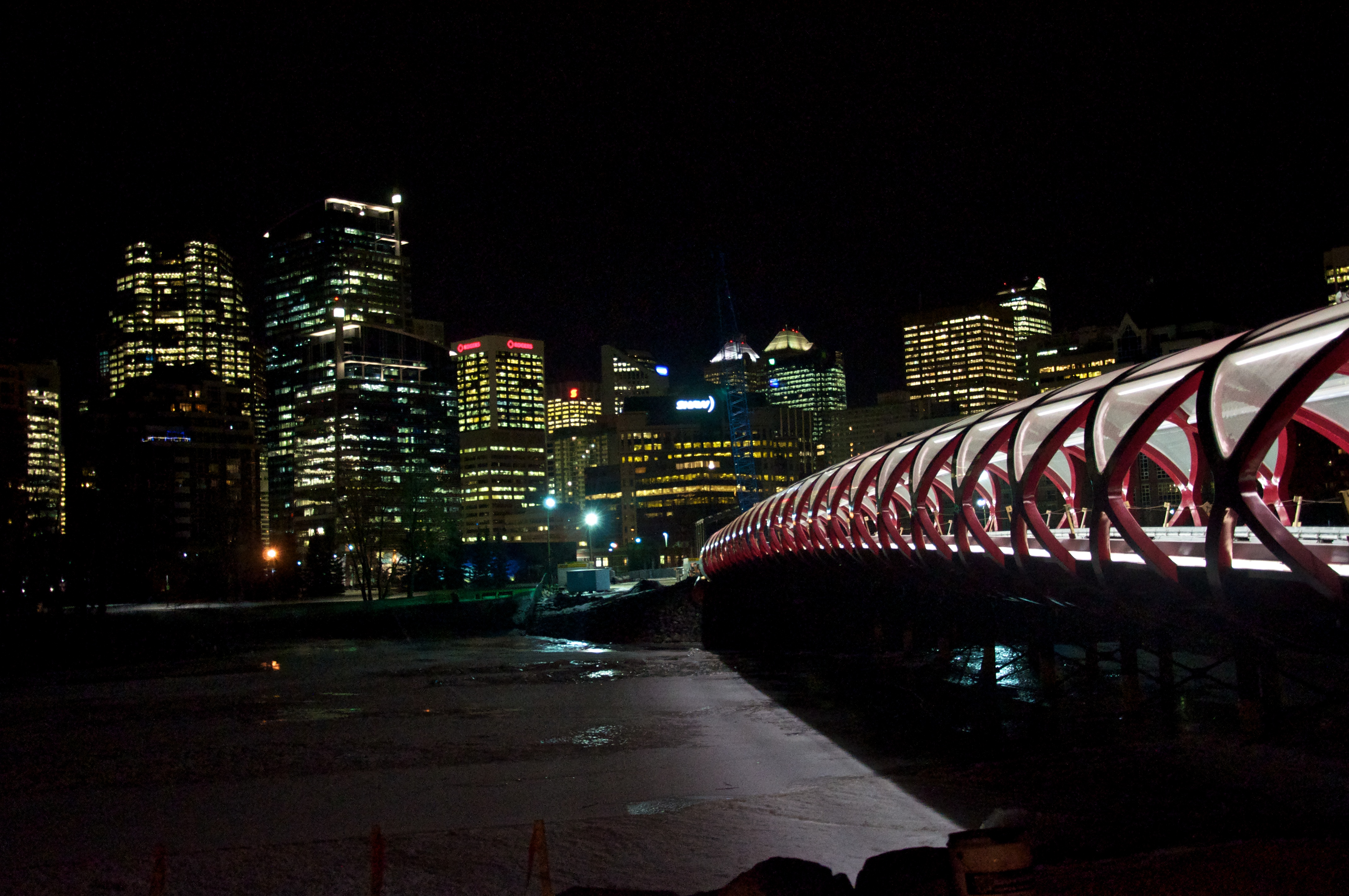
캘거리 피스 브리지
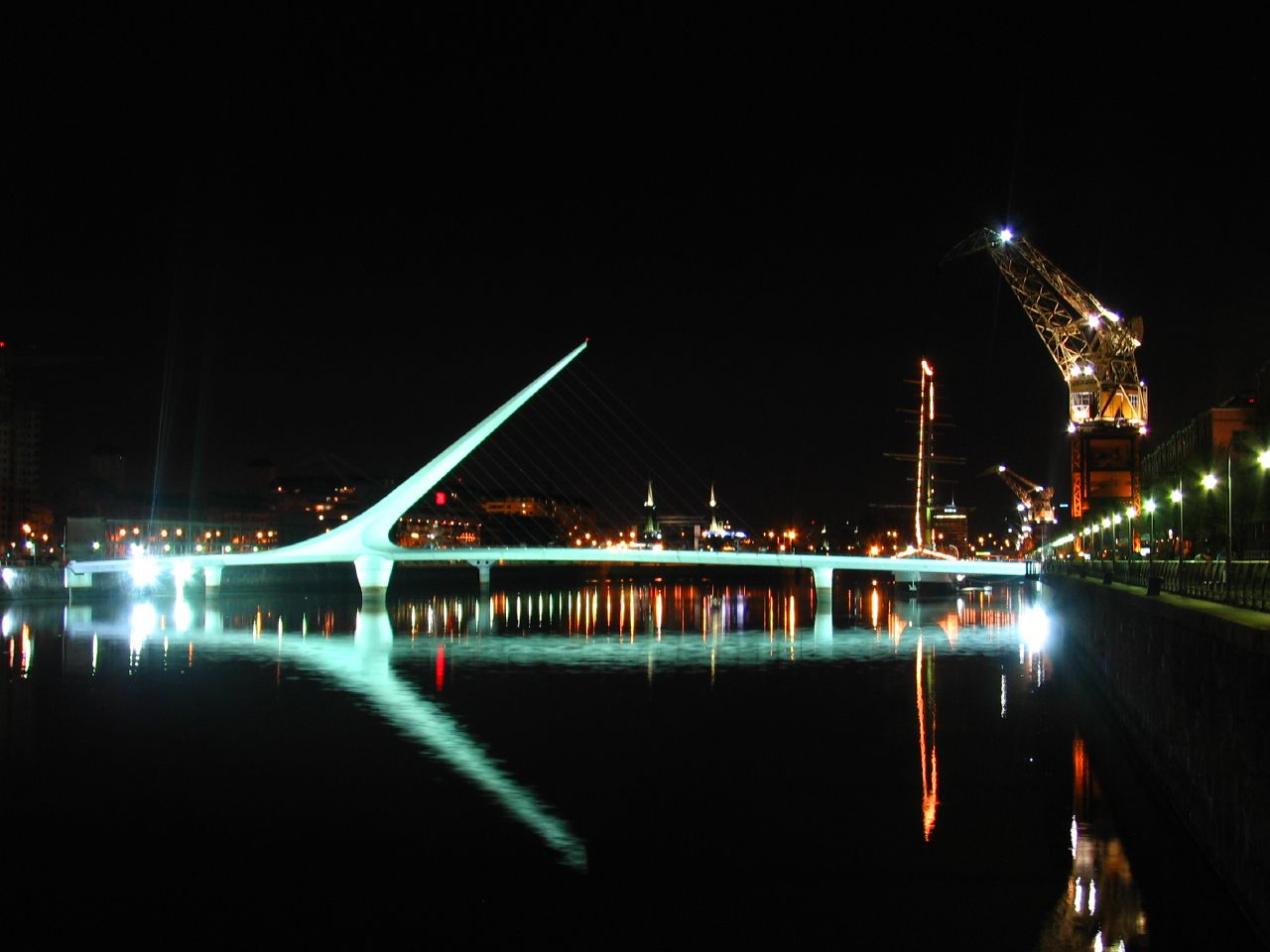
부에노스아이레스의 다리
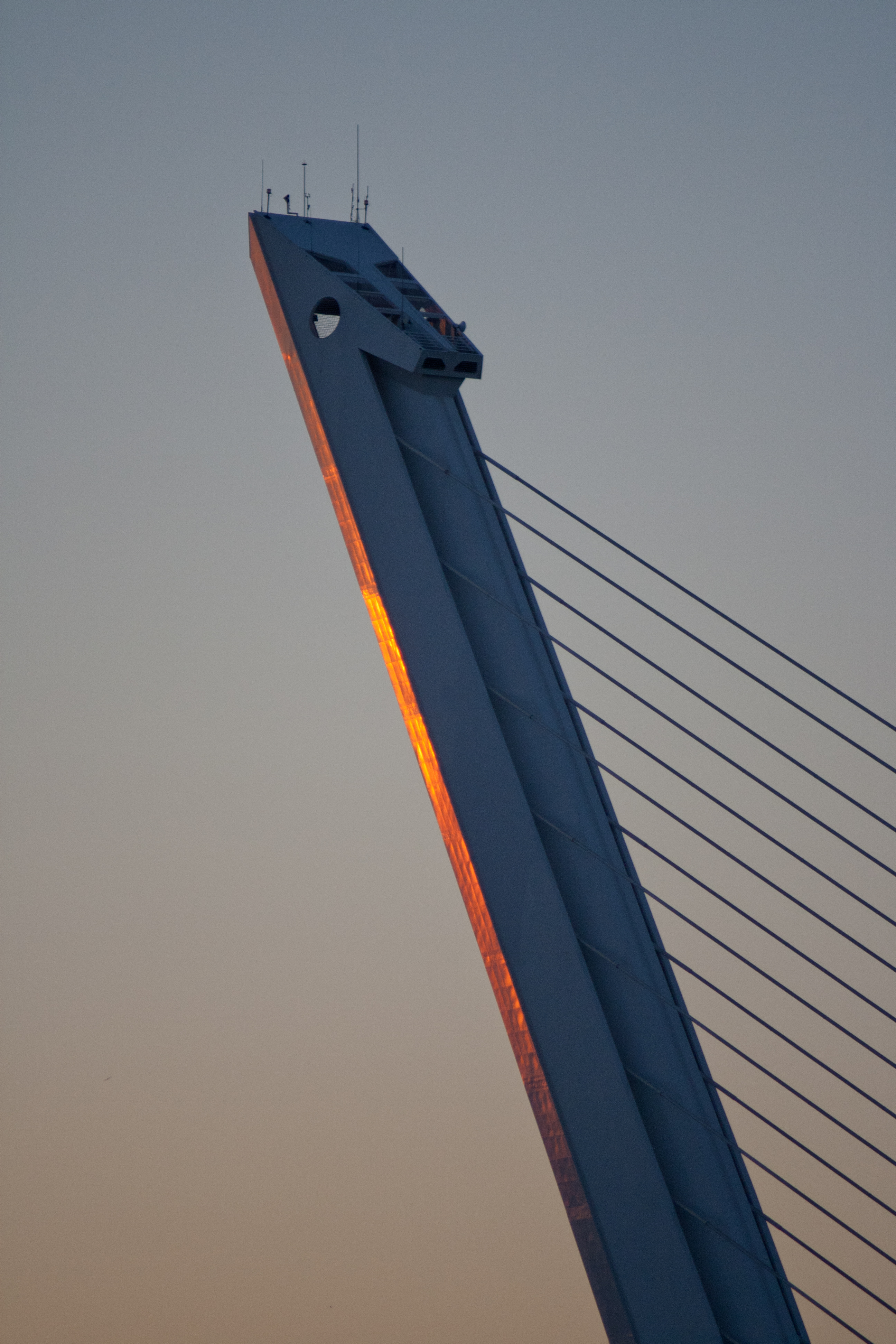
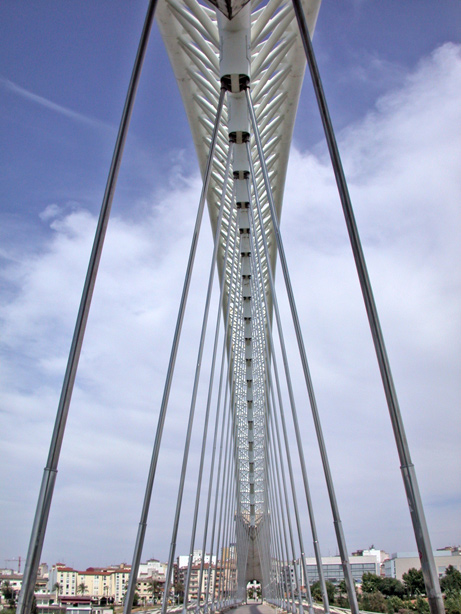
메리다의 루시타니아(Lusitania) 다리
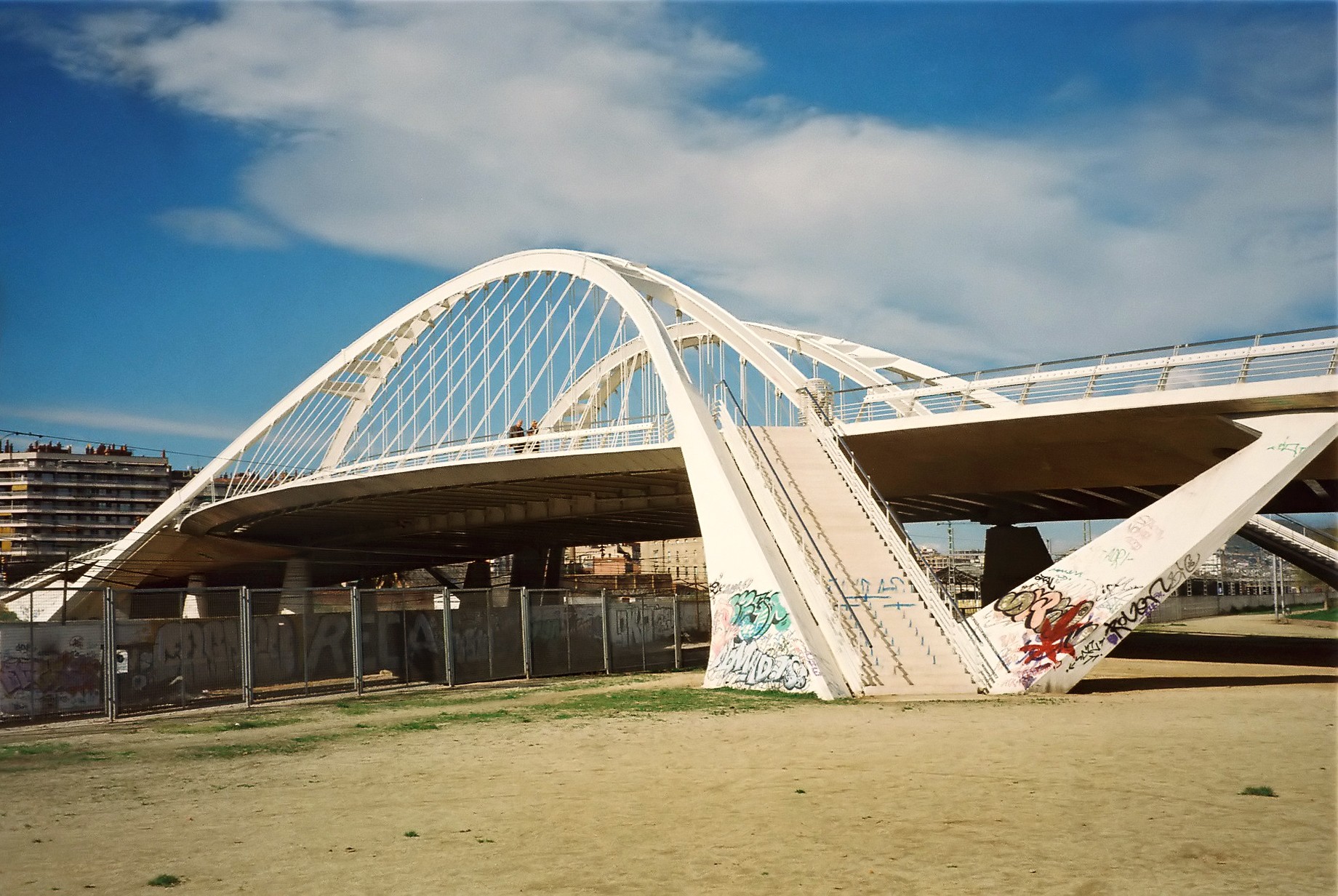
바르셀로나의 Pont Bac de Roda
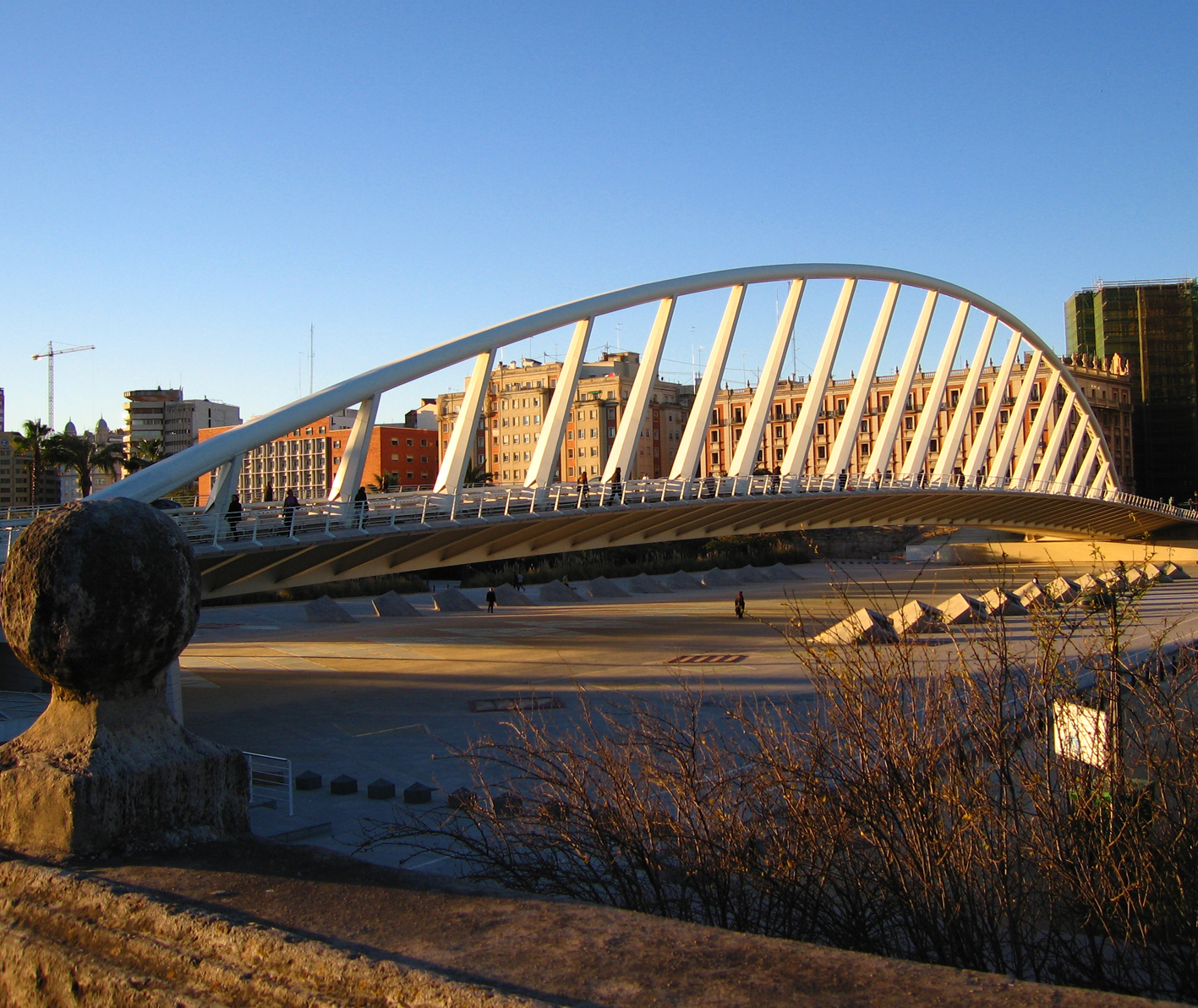
발렌시아
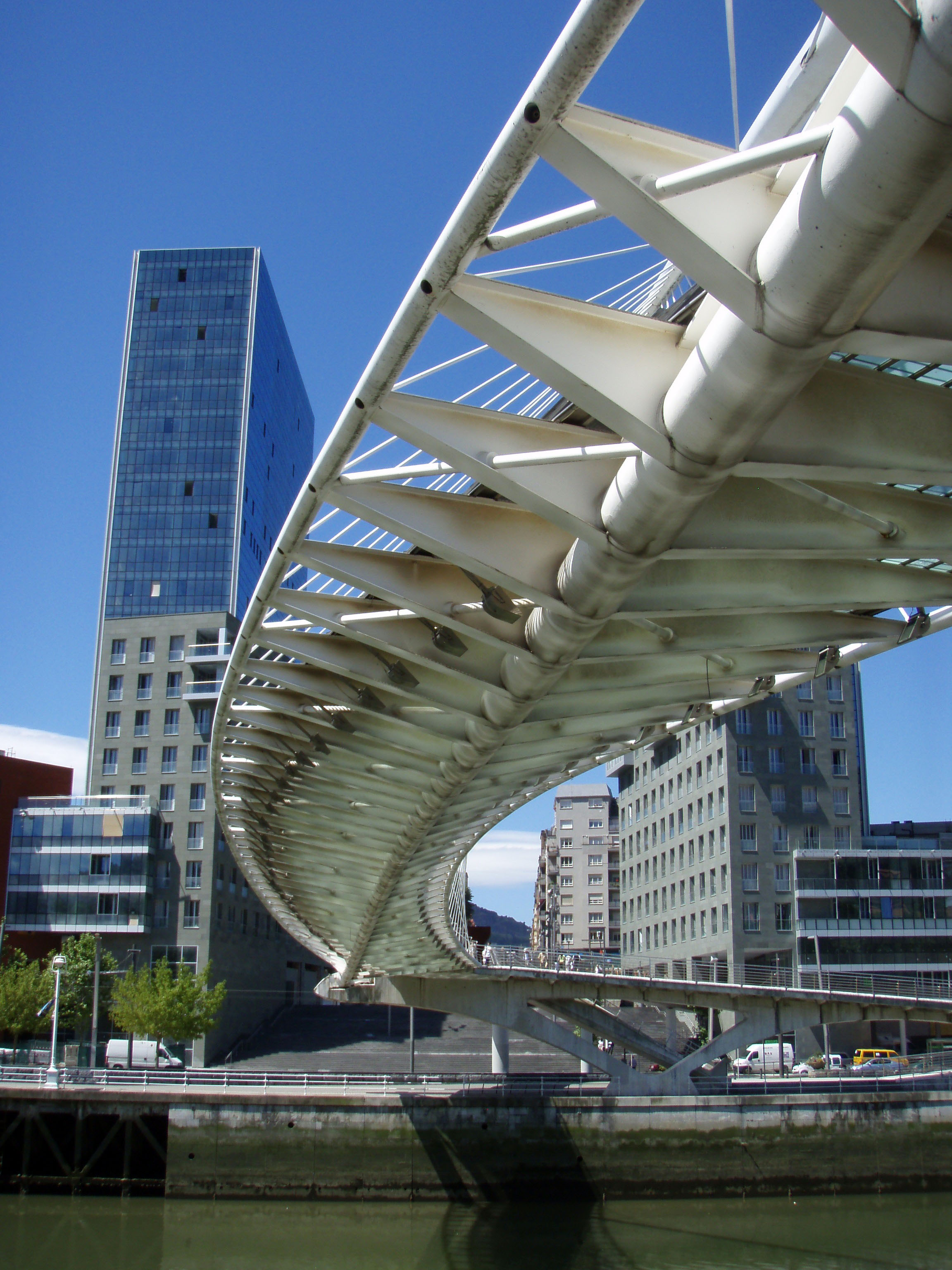
빌바오에 위치한 Zubi Zuri (바스크어로 하얀 다리라는 뜻이다.)
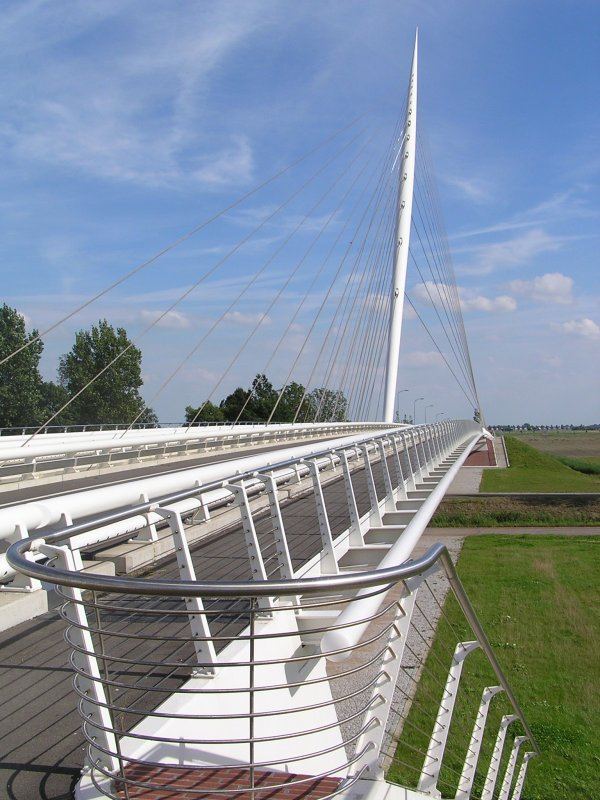
칼라트라바 하프 브리지

### 발렌시아 예술과학도시

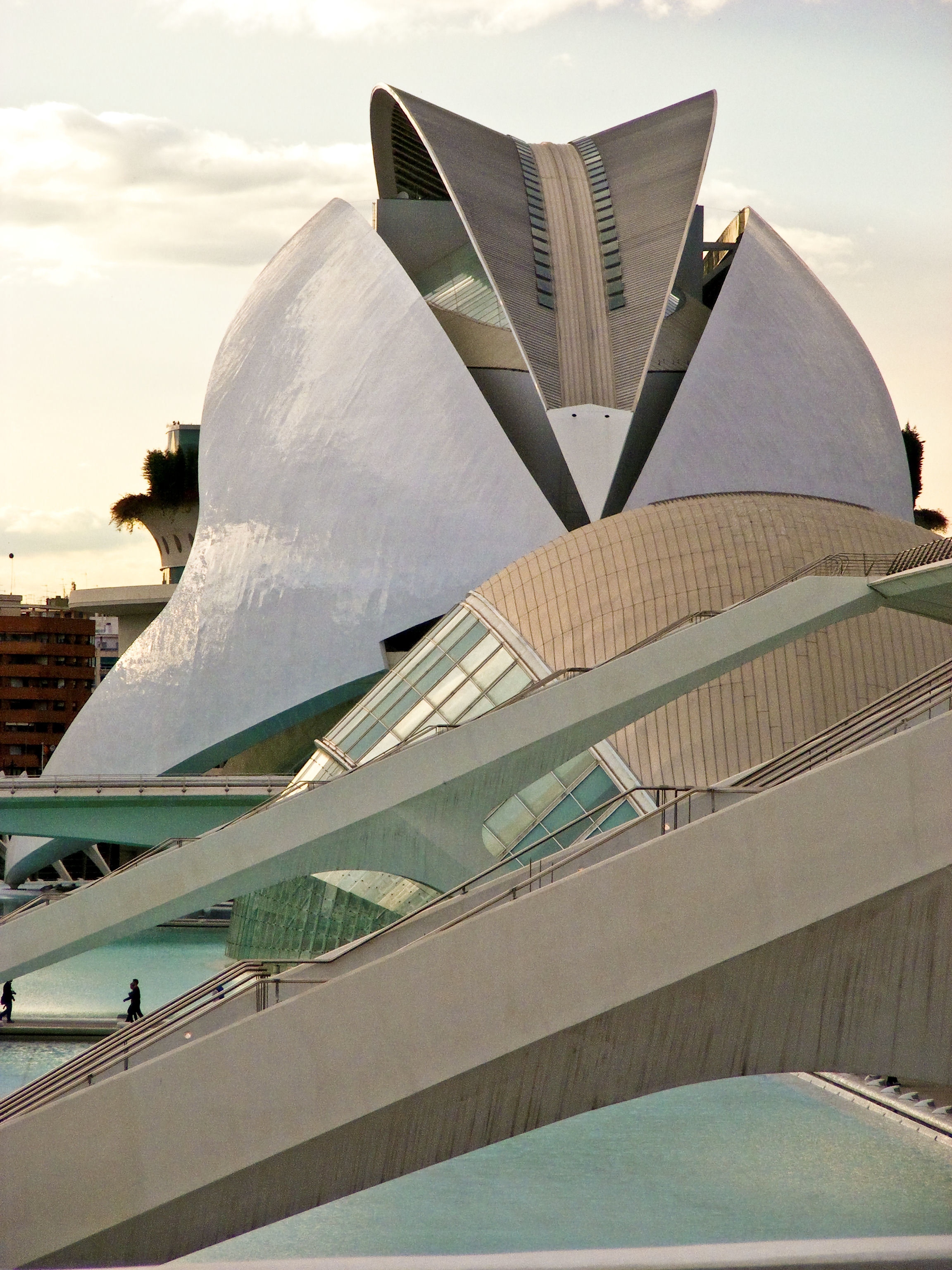
생물학적 조형미를 보여준다.
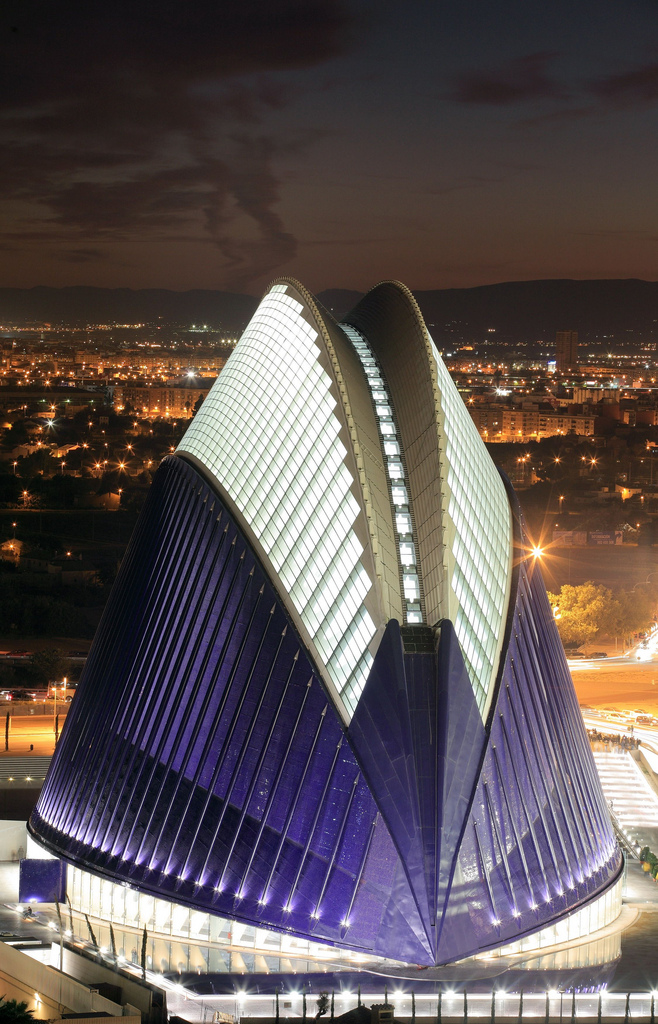
아고라. 조개를 형상화하였다.
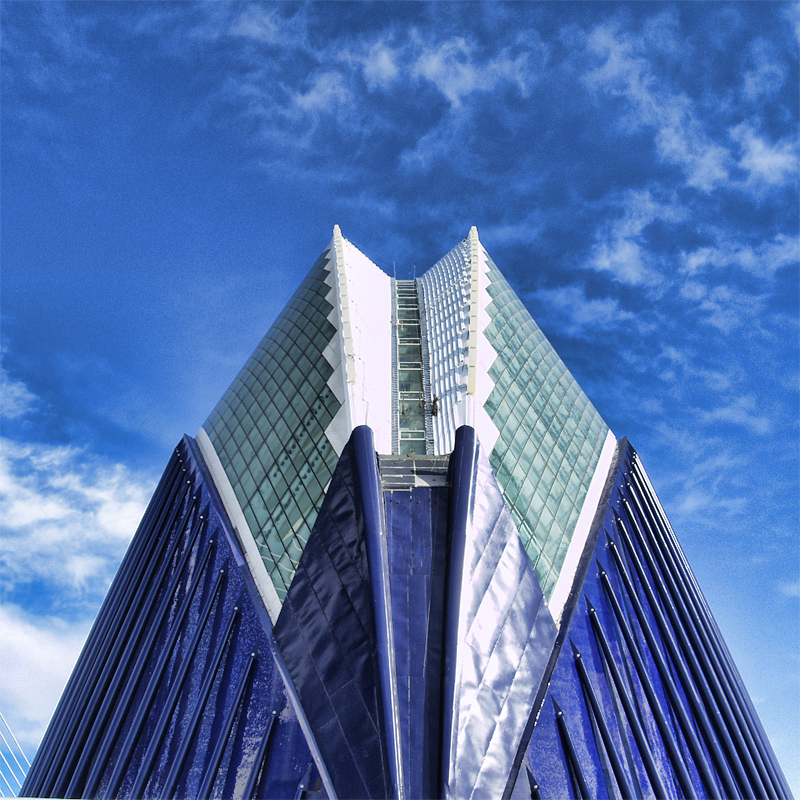
아고라의 상단 부분.
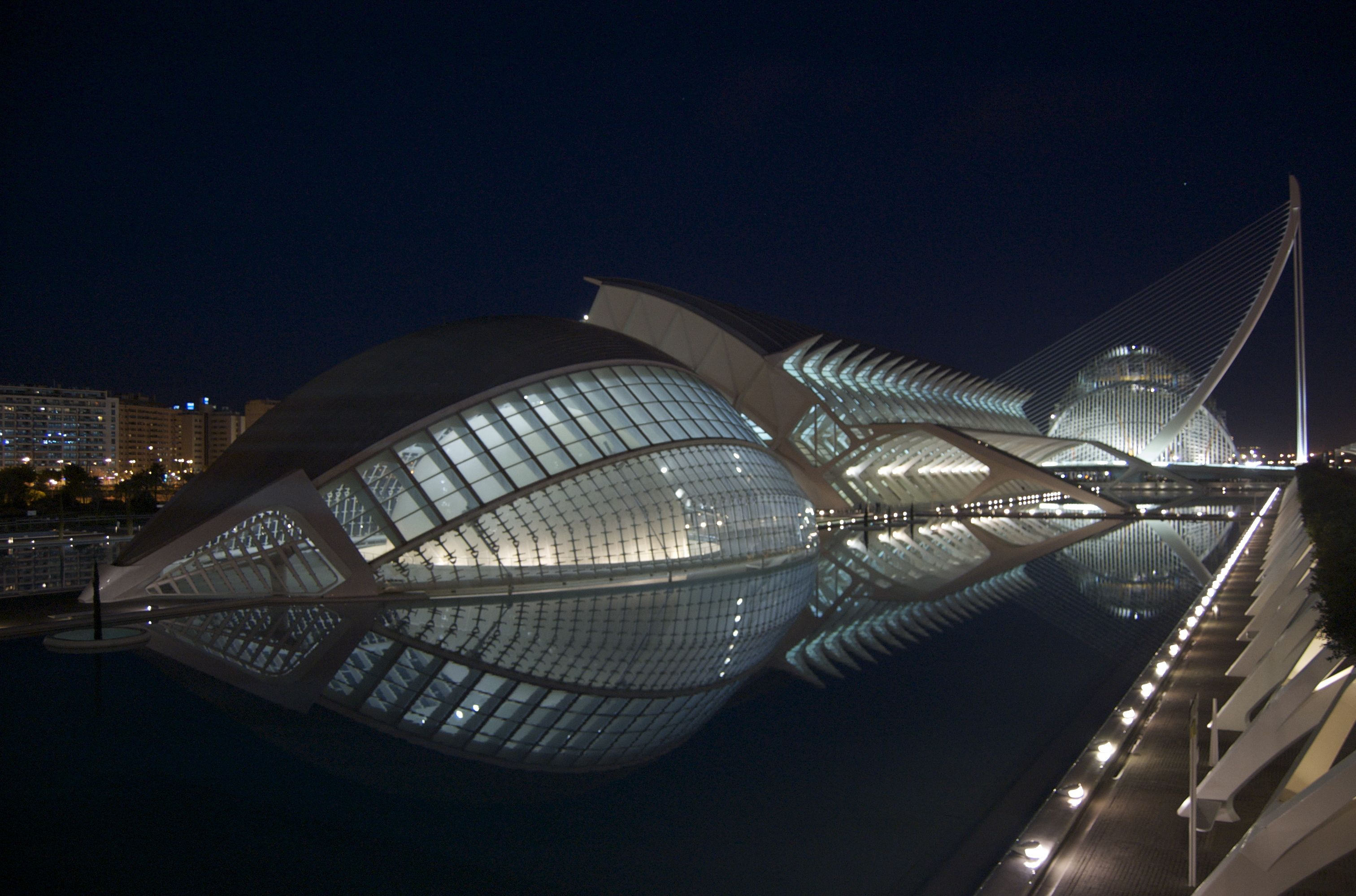
발렌시아 예술과학도시의 전경
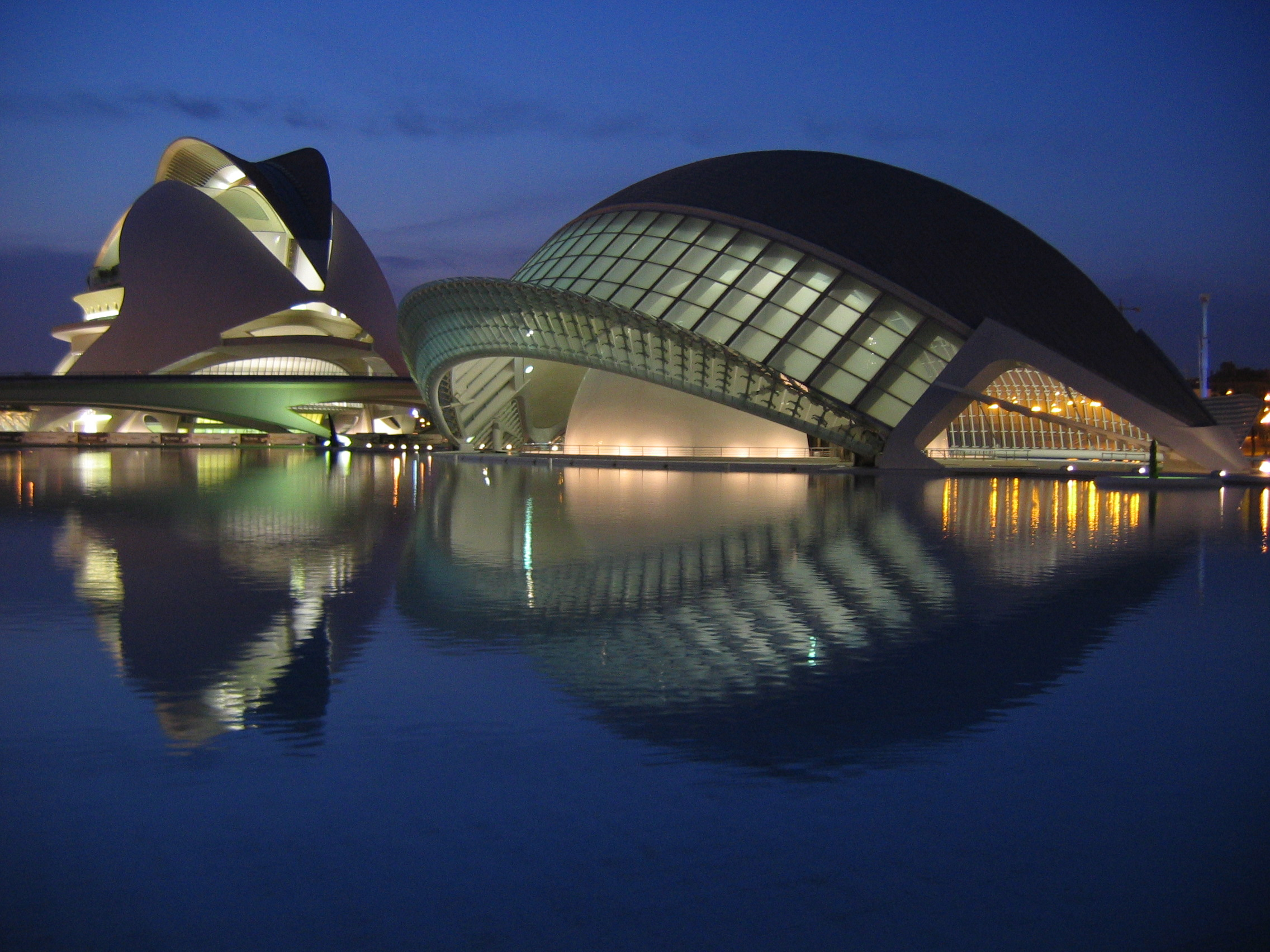
버클리 음악 대학 발렌시아 캠퍼스
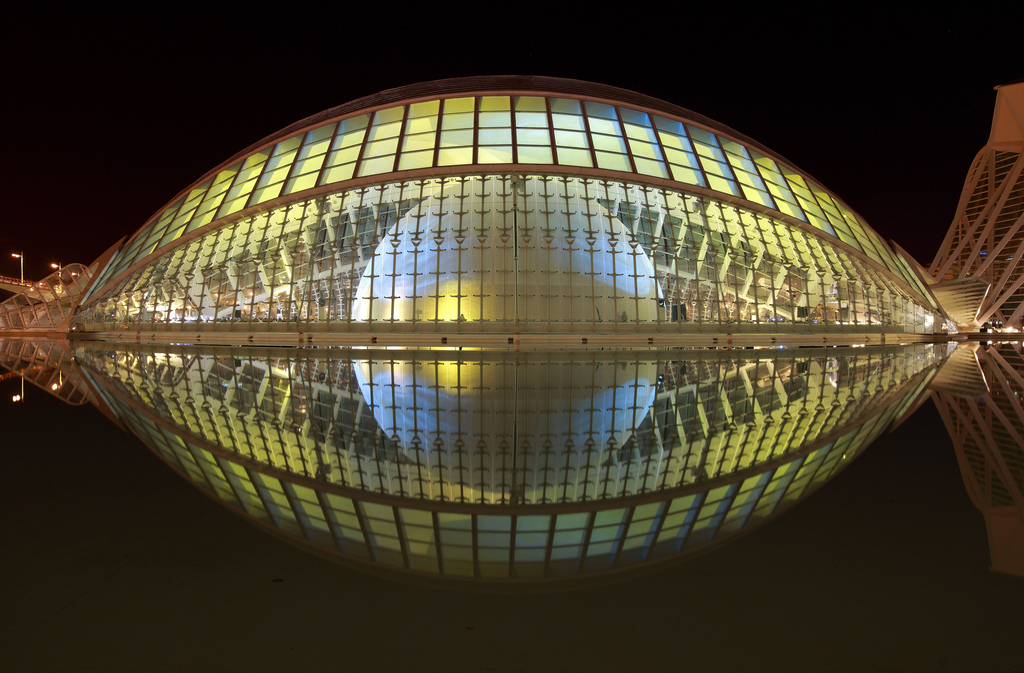
눈을 형상화하였다.
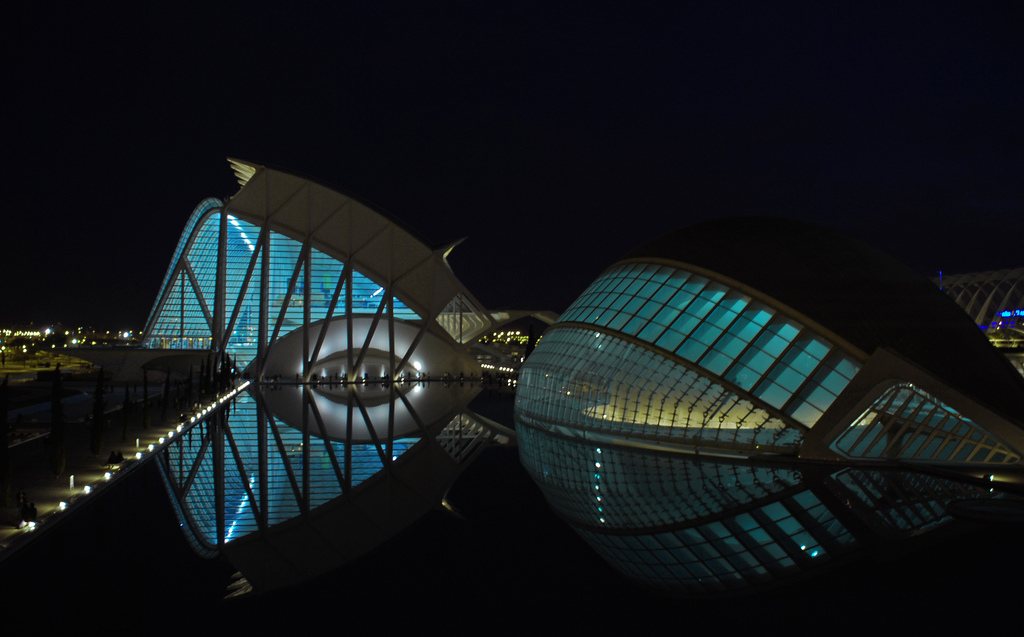

### 최근

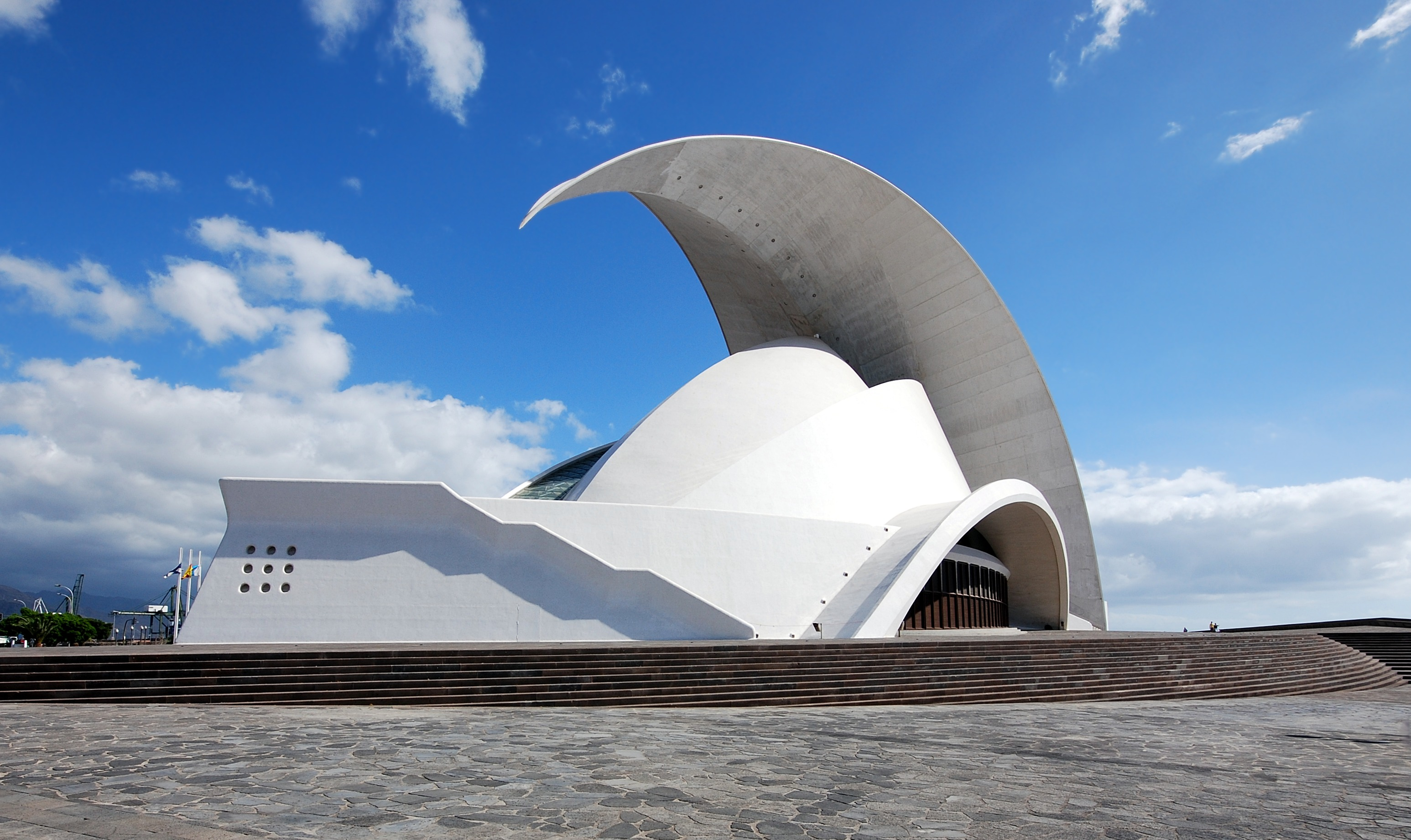
테네리페 음악당. 그의 건축 세계관을 잘 나타낸다. 스페이스-프레임 구조의 전형이다.
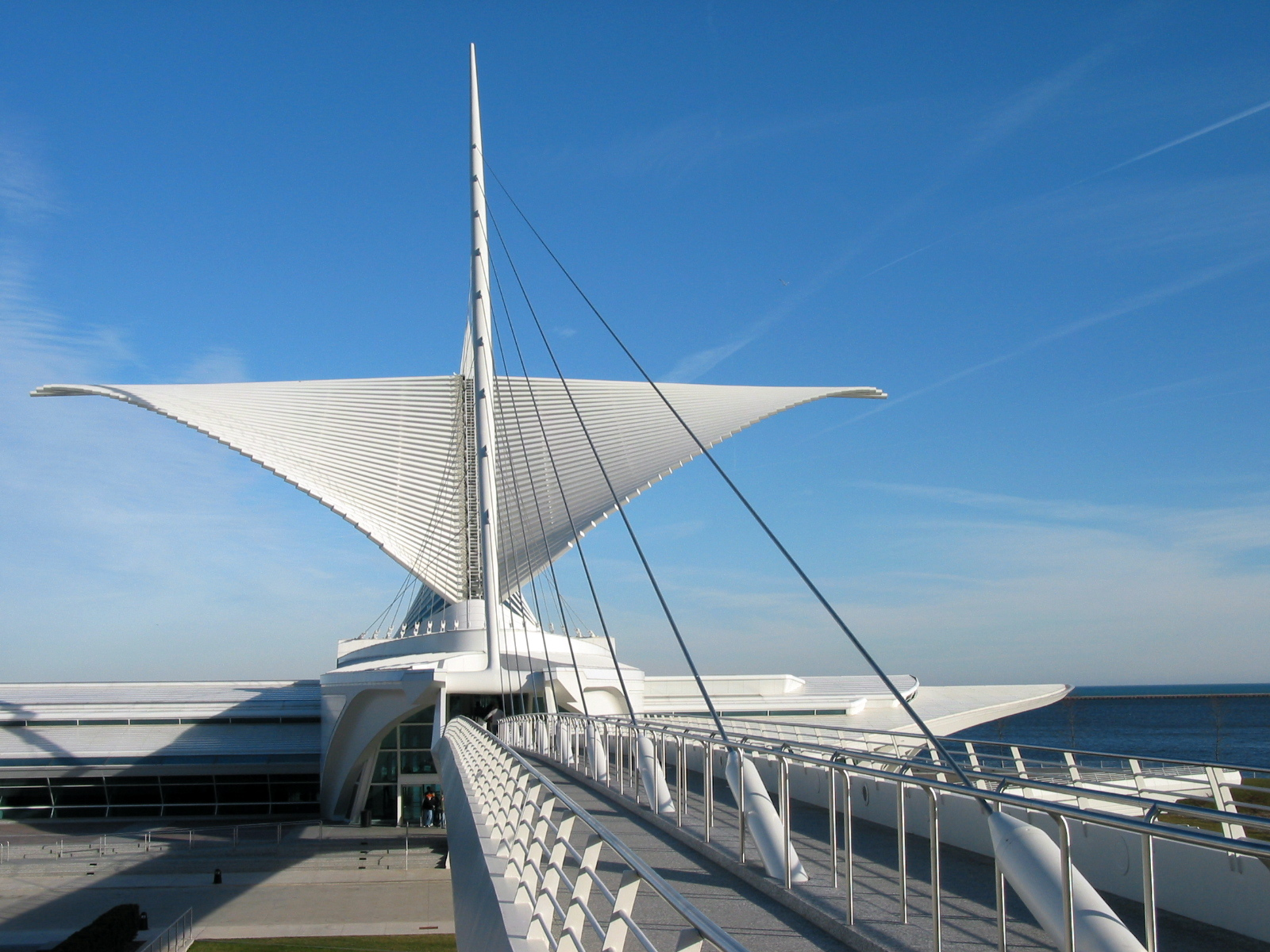
밀워키 미술관
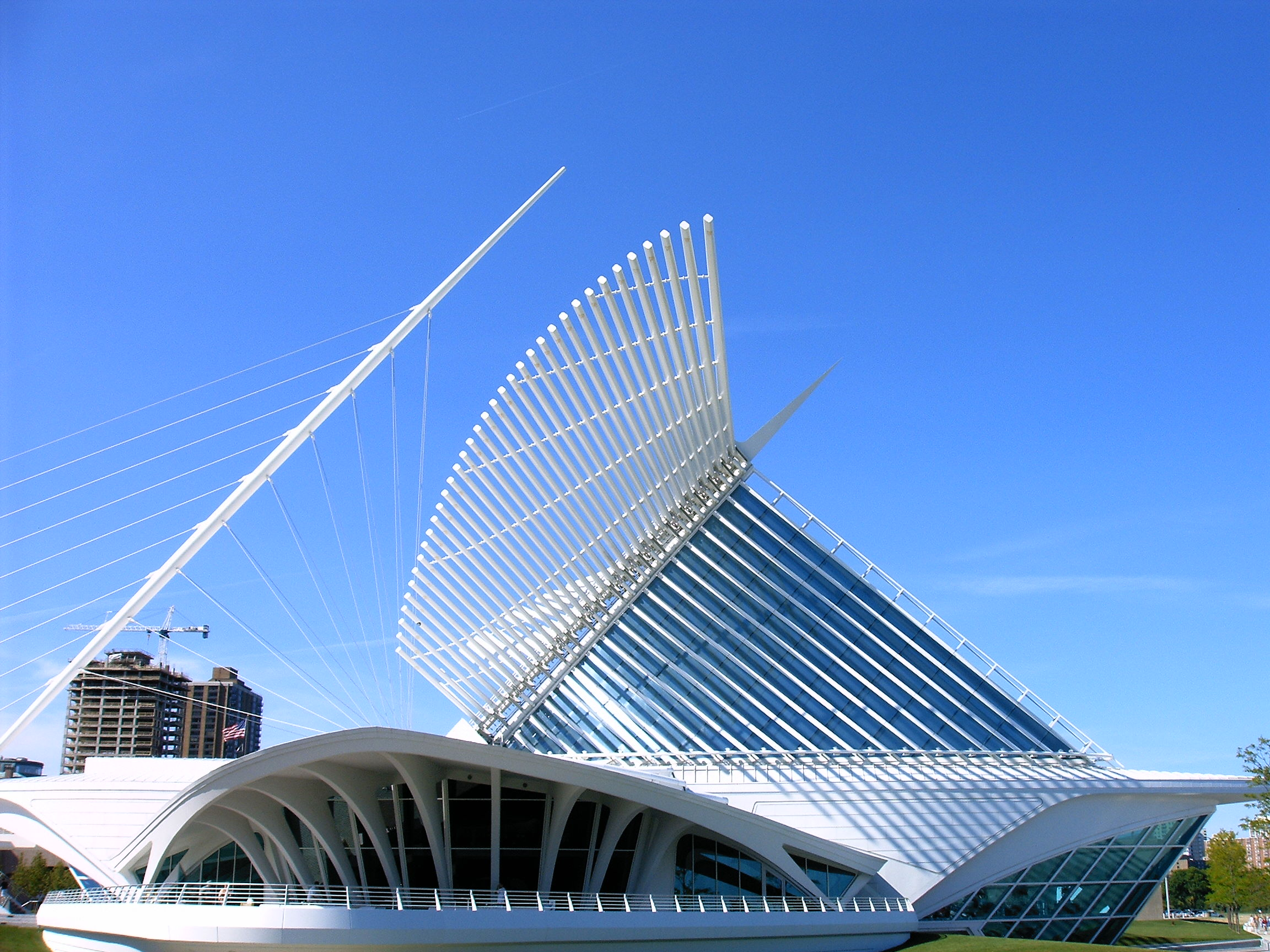
밀워키 미술관. 돛과 같은 날개가 움직일 수 있다.
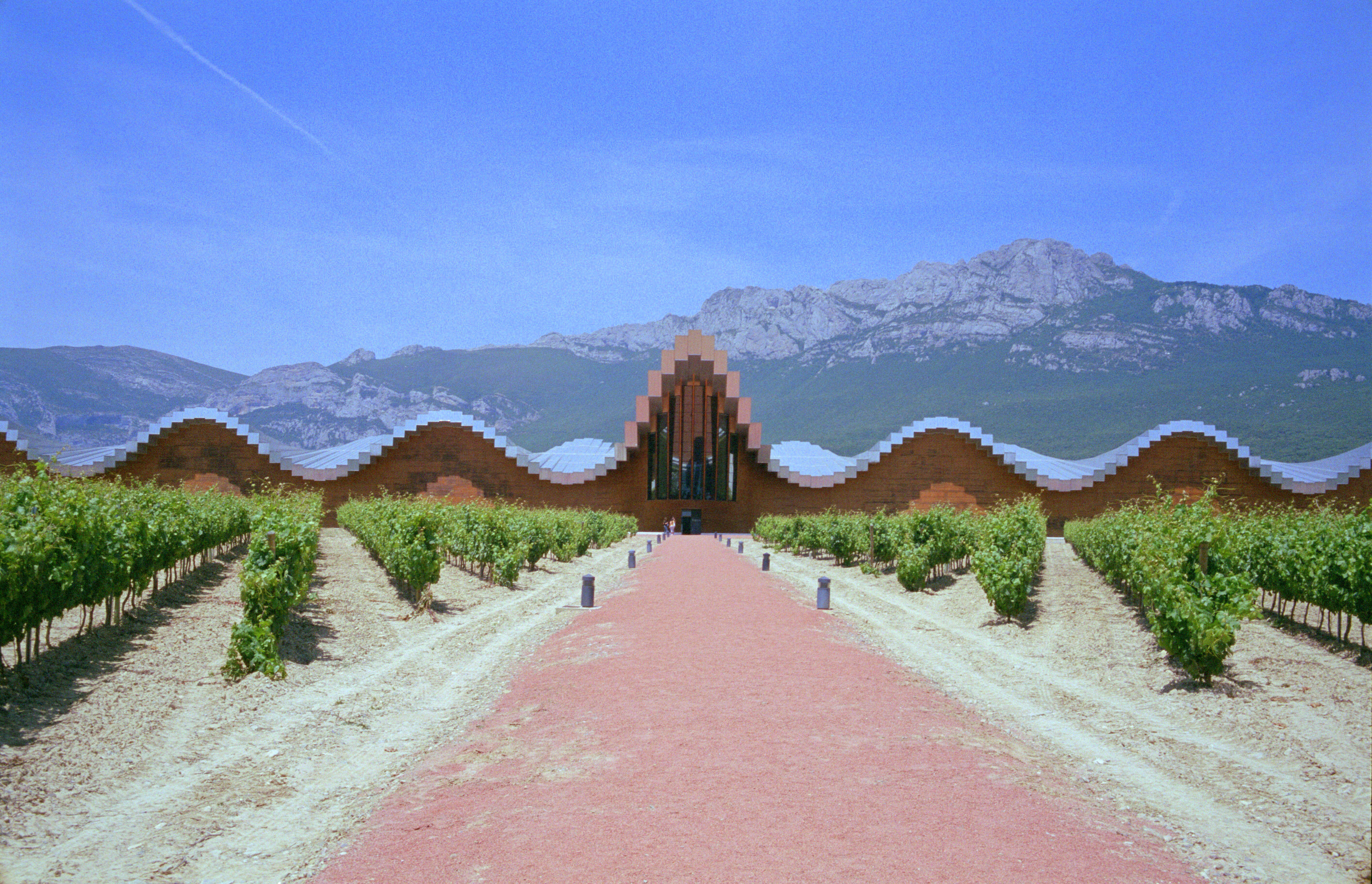
스페인의 와인 농장
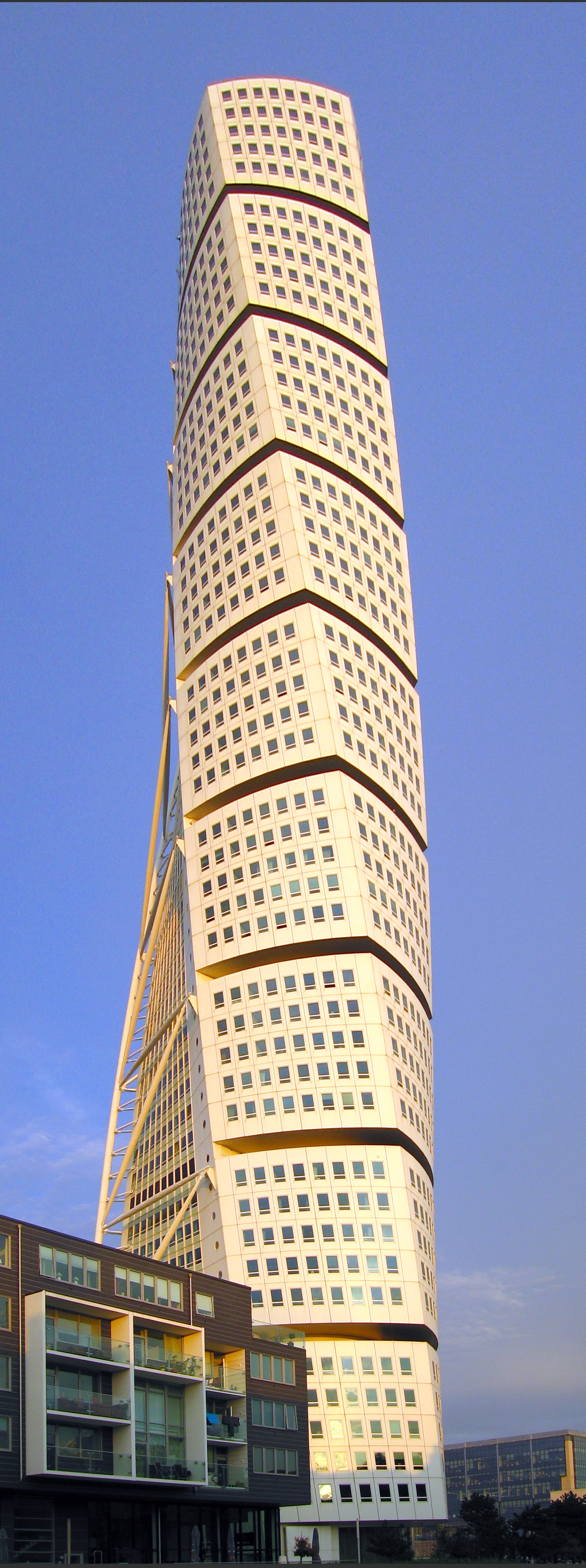
터닝 토르소